# Astragalus melanochiton
Astragalus melanochiton är en ärtväxtart som beskrevs av I.Deml. Astragalus melanochiton ingår i släktet vedlar, och familjen ärtväxter. Inga underarter finns listade i Catalogue of Life.